# Molanna albicans
Molanna albicans – gatunek owada z rzędu chruścików i rodziny Molannidae. Larwy budują charakterystyczne domki z piasku.
Gatunek eurosyberyjski, występuje w Skandynawii, na Wyspach Brytyjskich, równinach środkowoeuropejskich i w górach podalpejskich. Larwy spotykane w jeziorach, rzekach i zalewach morskich. Limnebiont, prawdopodobnie tyrfofilny, w Polsce rzadki.
Imagines poławiane na jeziorach Śniardwy, Mikołajskie, Jeziorak na Poj. Mazurskim.
Gatunek pospolity w Skandynawii w jeziorach, stawach i zalewach morskich. Spotykane w jeziorach Estonii, Łotwy i Holandii, gatunek północny, imagines najczęściej spotykane przy dystroficznych jeziorach z torfowiskowymi brzegami.